# Església de la Santa Mare de Déu de Betlem
Església de la Santa Mare de Déu de Betlem (georgià: ზემო ბეთლემის მაცხოვრის შობის ტაძარი, zemo betlemis matskhovris shobis tadzari; armeni: Բեթղեհեմի Սուրբ Աստվածածին եկեղեցի; també coneguda ara com l'Església de Betlem Superior) és una església de Tbilisi, Geòrgia. Construïda com a església armènia al segle XVIII, al lloc d'una església més antiga, ara funciona com a església ortodoxa georgiana.